# Elodie
Elodie, pseudonimo di Elodie Di Patrizi (Roma, 3 maggio 1990), è una cantante e attrice italiana.
Dopo aver esordito nel 2016 alla quindicesima edizione del talent show Amici di Maria De Filippi, in cui si è classificata seconda e ottenuto il premio della critica e il premio RTL 102.5, nel 2017 è salita alla ribalta partecipando al 67º Festival di Sanremo con il brano Tutta colpa mia.
Nel corso della sua carriera ha pubblicato cinque album in studio e ottenuto numerose certificazioni da parte della Federazione Industria Musicale Italiana, oltre a tre candidature agli MTV Europe Music Awards. Nel 2022 ha inoltre esordito in campo cinematografico ricoprendo il ruolo principale nel film Ti mangio il cuore, la cui interpretazione le è valso il Ciak d'oro come rivelazione dell'anno, mentre il brano colonna sonora Proiettili (ti mangio il cuore) da lei interpretato con Joan Thiele, è stato premiato con il David di Donatello per la migliore canzone originale nell'edizione 2023. Nel 2025 ha vinto un Nastro d'argento come miglior attrice non protagonista per la sua interpretazione nel film Fuori.

## Biografia

### Infanzia ed esordi
È nata nella borgata romana di Quartaccio dal padre italiano (artista di strada) e dalla madre francese creola (ex modella e cubista), originaria della Guadalupa. I genitori si sono separati quando Elodie e la sorella minore Fey erano ancora molto piccole. In un'intervista ha raccontato che la nonna paterna era sposata con un uomo di nome Enzo Di Patrizi. In seguito i due si lasciarono e la nonna si legò ad Angelo Canini, nonno paterno di Elodie. Tuttavia all'epoca non era ancora in vigore la legge sul divorzio e per questo il padre della cantante, Roberto, prese il cognome del precedente marito della nonna, ovvero Di Patrizi, scoprendo la verità solo al liceo. Elodie ha comunque scelto di mantenere questo cognome e non quello del nonno.
Ha frequentato il liceo psico-socio-pedagogico Vittorio Gassman a Roma fino al quinto anno abbandonando a un mese dalla maturità. Nel 2008, a diciotto anni, ha fatto un provino per entrare nel cast del talent show X Factor, ma è stata esclusa da Simona Ventura poco prima dei live show.
All'età di diciannove anni si è trasferita a Lecce, dove ha lavorato prima come cameriera e poi nelle discoteche inizialmente come cubista e poi come corista.

### 2015-2016: partecipazione adAmici 15eUn'altra vita
Esordisce nel novembre 2015 dopo aver partecipato ai provini della quindicesima edizione del talent show Amici di Maria De Filippi (dove aveva già provato a entrare nel 2009), accedendo poi alla fase iniziale. Nell'aprile 2016 ha ottenuto l'accesso alla fase serale del programma e nel mese successivo è arrivata in finale, in cui si è classificata al secondo posto e vincendo il Premio della critica giornalista Vodafone e il Premio RTL 102.5. Nello stesso periodo ha debuttato nel mercato musicale con l'album Un'altra vita, prodotto da Luca Mattioni ed Emma Marrone, che ha raggiunto la seconda posizione della Classifica FIMI Album, oltre a essere stato certificato disco d'oro dalla FIMI per le oltre 25 000 copie vendute. L'uscita è stata accompagnata dall'omonimo singolo Un'altra vita, scritto da Fabrizio Moro, in radio dal 20 maggio ma ottenibile già con la preordinazione dell'album, e che durante la 45ª settimana dello stesso anno ha ricevuto il disco d'oro per le oltre 25 000 copie vendute.
Il secondo singolo estratto è stato Amore avrai, scritto tra gli altri da Emma Marrone, che ha permesso a Elodie di vincere il Premio di puntata - Canzone dell'estate durante la seconda puntata del Summer Festival. Durante l'estate Elodie è stata impegnata con l'Un'altra vita Instore Tour. È stata ospite, oltre che di numerose manifestazioni canore, il 28 agosto del concerto di Loredana Bertè a Castiglione della Pescaia in occasione dell'Amiche sì Tour 2016 della cantante.
Tra settembre e ottobre 2016 è presente come artista di apertura dell'Adesso Tour di Emma Marrone, esibendosi inoltre nel corso del concerto di beneficenza organizzato da Loredana Bertè e Fiorella Mannoia all'Arena di Verona Amiche in Arena. Il 23 settembre è entrato in rotazione radiofonica il terzo e ultimo singolo estratto dall'album L'imperfezione della vita.

### 2017: primo Sanremo eTutta colpa mia

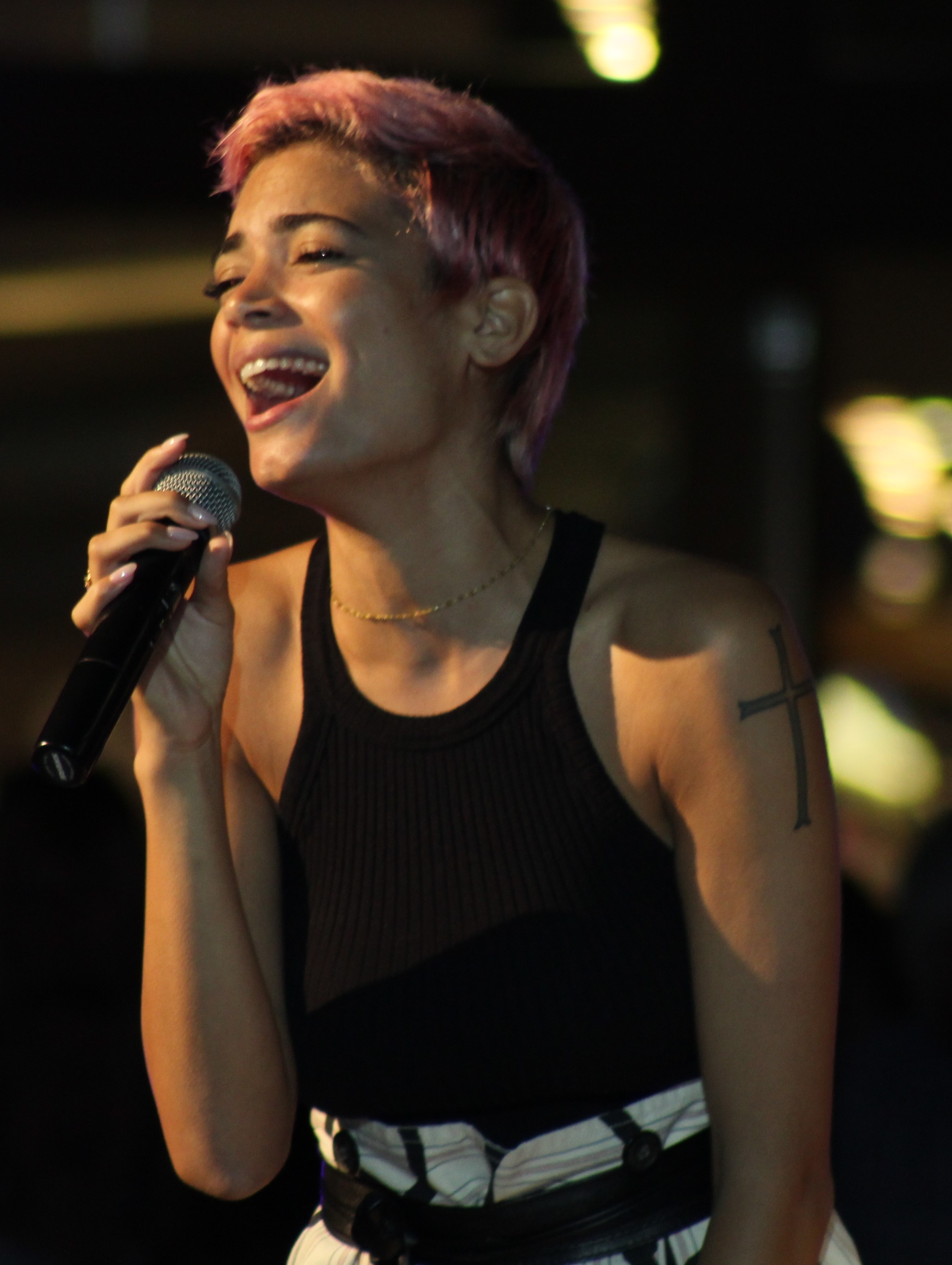
Elodie durante un'esibizione nel 2017

Nel febbraio 2017 ha partecipato per la prima volta in gara al 67º Festival di Sanremo con il brano Tutta colpa mia, scritto tra gli altri da Emma. Il brano è giunto alla serata finale piazzandosi all'ottavo posto ed è stato premiato con il disco di platino per aver superato le 50 000 copie vendute. Sempre nell'ambito della kermesse, si è esibita durante la serata dedicata alle cover con il brano Quando finisce un amore di Riccardo Cocciante arrivando sesta. Successivamente, il 24 gennaio ha rivelato la copertina del suo secondo album, Tutta colpa mia, pubblicato il 17 febbraio seguente e prodotto da Luca Mattioni ed Emma, che esordisce alla sesta posizione della Classifica FIMI Album. Il giorno d'uscita dell'album inizia anche il Tutta colpa mia Instore Tour. Il 25 gennaio Elodie è stata ospite del concerto dei La Rua a Roma, cantando insieme Un'altra vita e, con Lele, La sera dei miracoli di Lucio Dalla.
Il 6 marzo è stata ospite al concerto organizzato da Ron al Teatro Dal Verme a Milano a sostegno dell'AISLA insieme ad artisti come Nek, Loredana Bertè e Annalisa e ha cantato con Ron il brano Piazza grande. Il 22 marzo annuncia una nuova collaborazione con il manager Fabrizio Giannini. Il 5 aprile, Mario Volanti, direttore di Radio Italia, annuncia la sua partecipazione all'evento Radio Italia Live il 18 giugno a Milano in Piazza del Duomo.
L'11 aprile Francesco Renga ha annunciato Così diversa, un brano in duetto con Elodie contenuto nel nuovo album del cantante dal titolo Scriverò il tuo nome Live, in uscita il 28 dello stesso mese. La cantante ha preso poi parte anche al film diretto da Federico Moccia, Non c'è campo, dove canta una canzone tratta dal suo album Tutta colpa mia, Semplice. Il 26 aprile la cantante ha annunciato l'uscita del secondo singolo estratto da Tutta colpa mia dal titolo Verrà da sé, avvenuta il 28 aprile successivo. Il 27 aprile Elodie è ospite al It's Only Rock'n'Roll a Genova insieme a Zibba. Il 5 maggio viene annunciata la sua presenza ai Wind Music Awards 2017 che si sono svolti il 5 e 6 giugno presso l'Arena di Verona.
La cantante ha preso poi parte a tutte le cinque tappe nei palasport del Scriverò il tuo nome Live (5 maggio a Milano, 16 maggio a Napoli, 18 maggio a Firenze, 20 maggio a Torino e 22 maggio a Bologna) di Francesco Renga in qualità di arrivata ospite; insieme cantano il loro brano Così diversa ed Elodie si esibisce sulle note di Tutta colpa mia. L'8 maggio è stato diffuso il videoclip del singolo Verrà da sé, secondo estratto dall'album Tutta colpa mia che ha riscontrato un'accoglienza positiva da parte delle radio. Il 26 maggio partecipa come ospite al Pace Tour 2017 di Fabrizio Moro a Roma mentre il 27 maggio è presente ai TIM MTV Awards a Roma. Il 5 giugno è stata presente all'Arena di Verona in occasione dei Wind Music Award dove ha ritirato il premio per aver raggiunto il disco d'oro col suo album Un'altra vita, mentre il 10 giugno è stata ospite ad Assisi per il programma televisivo Con il cuore - Nel nome di Francesco in diretta su Rai 1. Il 18 giugno è stata ospite a Radio Italia Live, il concerto organizzato da Radio Italia in Piazza del Duomo a Milano dove ha cantato Tutta colpa mia. Il 6 ottobre il brano Semplice scritto da Amati e Federica Abbate viene pubblicato come terzo estratto da Tutta colpa mia. Il 31 dicembre 2017 Elodie è tra gli ospiti della seconda edizione di Capodanno in musica che si tiene all'Unipol Arena di Bologna, trasmesso da Canale 5.

### 2018-2019: singoli di successo
Il 9 maggio 2018 la cantante ha rivelato che il nuovo singolo Nero Bali sarebbe stato pubblicato otto giorni più tardi. Il brano, che ha visto la partecipazione vocale di Michele Bravi e di Gué Pequeno, è stato promosso nell'ambito della sesta edizione del Summer Festival e dopo quattordici settimane di permanenza in classifica FIMI ha regalato alla cantante il suo primo ingresso nella top 10 dei singoli più venduti in Italia. Il 12 ottobre successivo ha pubblicato il singolo Rambla in collaborazione con Ghemon.
Il 15 marzo 2019 Elodie ha collaborato con i The Kolors al singolo Pensare male. Il brano ha registrato un buon successo radiofonico. Il 6 giugno 2019 Elodie viene annunciato il singolo Margarita, prodotto da Takagi & Ketra ed eseguito in duetto con il rapper Marracash, distribuito su tutte le piattaforme digitali dal 12 giugno successivo e seguito dopo 24 ore dall'uscita del relativo videoclip. Il 22 agosto Margarita è entrato per la prima volta in top 10 su Spotify raggiungendo così durante tutta l'estate le prime dieci posizioni di ogni classifica esistente in Italia; successivamente è stato certificato triplo disco di platino a settembre 2021 per le oltre 210 000 copie vendute. Il 3 settembre Elodie ha fatto parte della giuria dell'annuale Festival di Castrocaro, trasmesso su Rai 2 e condotto da Stefano De Martino e Belén Rodríguez.
Il 2 ottobre Elodie ha collaborato insieme a Lazza e Tedua in una versione tutta inedita piano e voce del brano già noto Catrame, per poi incidere insieme a Myss Keta la nuova versione de Le ragazze di Porta Venezia, con cui aveva già collaborato nel 2018, apparendo nel video del singolo di Myss Keta Monica. Il 31 dicembre ha nuovamente partecipato al Capodanno in musica condotto da Federica Panicucci in diretta da Bari su Canale 5.

### 2020-2021: doppio Sanremo eThis Is Elodie

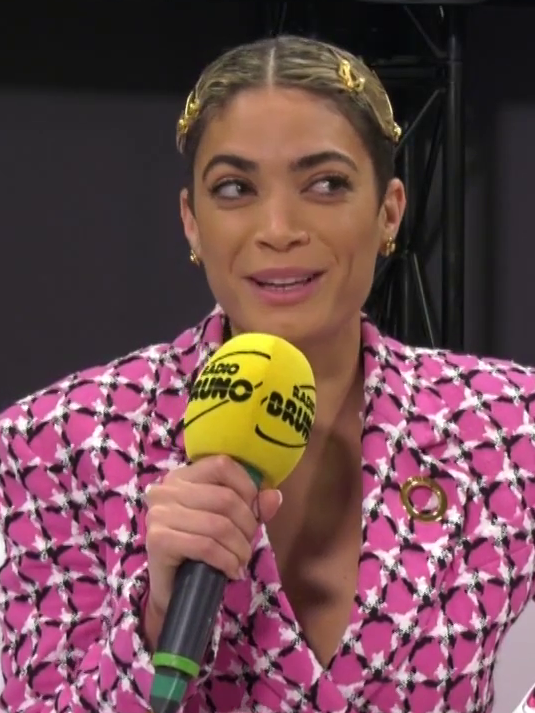
Elodie intervistata nel febbraio 2020

Il 31 dicembre 2019 Amadeus, durante la conduzione de L'anno che verrà, ha reso nota la partecipazione di Elodie al 70º Festival di Sanremo. Il 6 gennaio 2020, nella puntata dei Soliti ignoti Speciale Lotteria Italia condotto da Amadeus, Elodie ha rivelato che il brano sanremese si sarebbe intitolato Andromeda, scritto da Mahmood e Dardust. Nel febbraio dello stesso anno ha gareggiato in gara con il brano Andromeda, con il quale si è classificata settima nella classifica finale della kermesse. Il singolo ha raggiunto la sesta posizione della classifica dei singoli italiani, la prima posizione tra i brani più trasmessi in radio della settimana ed è stato certificato disco di platino per aver superato le 70 000 unità.
Il terzo album in studio della cantante, This Is Elodie, è stato messo in commercio il 31 gennaio nei negozi di musica digitale e il 7 febbraio in formato fisico. Il disco ha esordito al sesto posto della classifica album italiana, ha la certificazione di doppio disco di platino per aver superato le 100 000 unità vendute e a fine anno è risultato quello di una donna più venduto in Italia, piazzando due brani in top 10 radio nel 2019 e altrettanti nel 2020. Ancor prima della sua pubblicazione, vengono estratti i brani Non è la fine, che vede Elodie duettare con il rapper Gemitaiz, e Mal di testa, insieme a Fabri Fibra.
Nel 2020 la rivista Forbes Italia l'ha inserita tra gli under 30 italiani che avranno maggiore impatto nel futuro per la categoria musica. In virtù dei successi ottenuti, la rivista Vogue ha realizzato un articolo per Elodie definendola «cantante italiana al vertice delle classifiche e musa del brand Versace». Mentre le date del tour previsto per aprile sono state posticipate a causa della pandemia di COVID-19, nel frattempo la cantante ha preso parte al supergruppo Italian Allstars 4 Life che ha riunito oltre cinquanta artisti italiani per l'incisione del brano Ma il cielo è sempre blu, cover corale della canzone di Rino Gaetano. I ricavati del singolo, pubblicato l'8 maggio, sono stati devoluti alla Croce Rossa Italiana per sostenere il progetto Il tempo della gentilezza. Il 13 maggio è stato pubblicato l'inedito Guaranà, a cui ha fatto seguito a giugno il singolo Ciclone del duo Takagi & Ketra con Elodie, quarto brano dell'artista a raggiungere la top 10 della classifica FIMI. I singoli hanno ottenuto un buon successo durante l'estate e sono stati certificati entrambi doppio disco di platino dalla FIMI.
L'8 ottobre 2020 Elodie ha collaborato con Carl Brave al brano Parli parli, certificato disco di platino per le 70 000 copie vendute. Nel novembre successivo presenta il progetto natalizio This Is Elodie (X Christmas EP), pubblicato nel mese di dicembre in collaborazione con Save the Children e OVS, composto da alcuni singoli del terzo album in versione intima.
Il 3 marzo 2021 è tornata sul palco del Festival di Sanremo affiancando Amadeus e Fiorello alla conduzione della serata ed esibendosi inoltre con un medley composto da brani del proprio repertorio e singoli italiani di successo con campionature di Beyoncé, Raffaella Carrà, Madonna, Loredana Bertè, Gianna Nannini, Ivana Spagna e Mahmood.
Il 18 giugno 2021 sulla piattaforma Prime Video è stata distribuita la seconda stagione del programma televisivo Celebrity Hunted: Caccia all'uomo, di cui Elodie è stata concorrente e vincitrice insieme alla collega e amica Myss Keta. Il 21 settembre 2021 Vanity Fair pubblica la prima copertina realizzata in NFT, che ha come protagonista la cantante ed è stata creata con la startup Valuart e venduta all'asta per 25 000 dollari.

### 2021-2023:Ti mangio il cuore, Festival di Sanremo 2023,OK. RespiraeRed Light

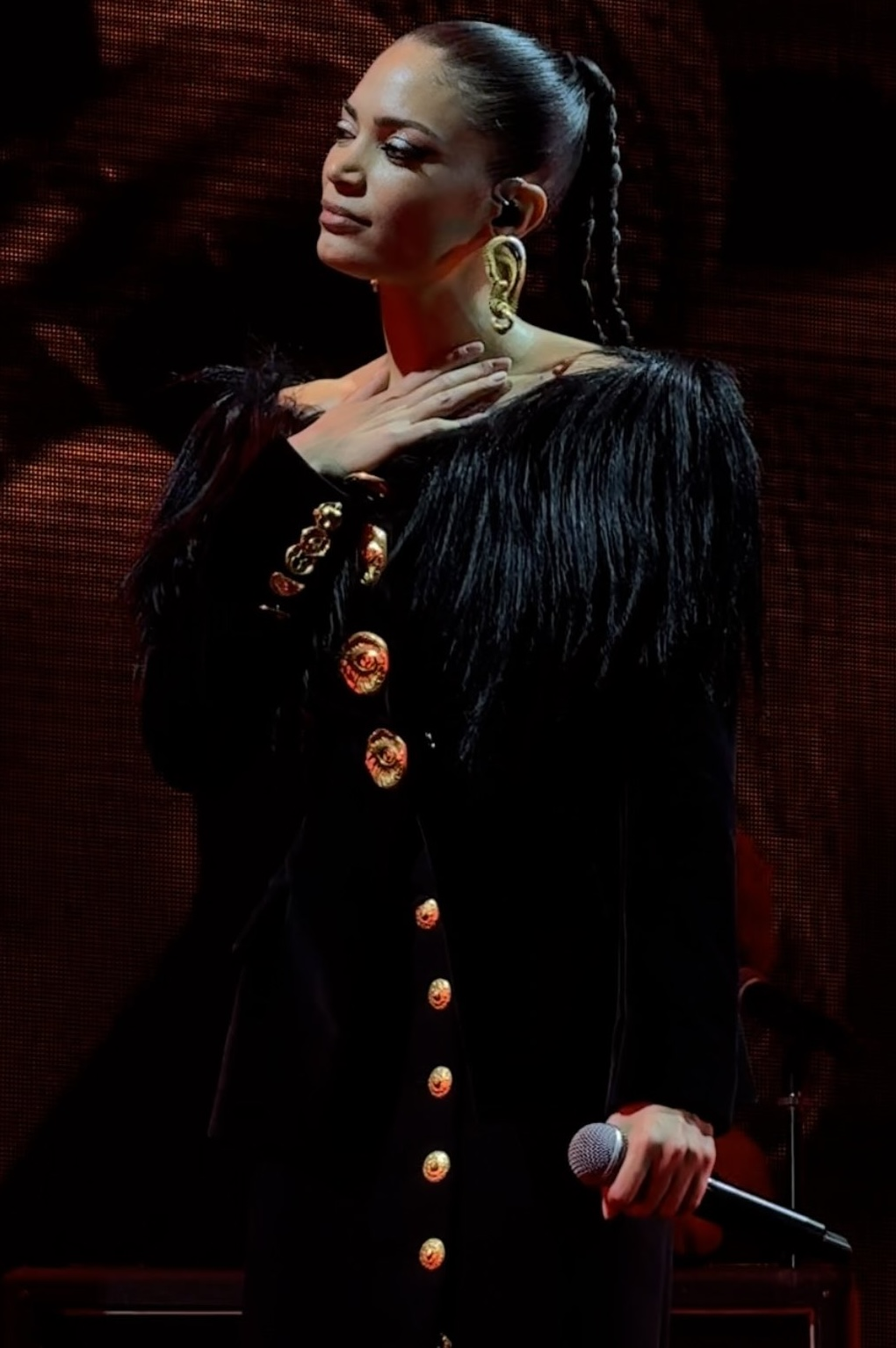
Elodie in concerto nel 2023

Il 24 settembre 2021 viene pubblicato il singolo Vertigine, primo estratto dal quarto album dell'artista. La FIMI ha certificato il brano disco di platino per le 100 000 copie vendute e nella classifica radiofonica di fine anno si inserisce tra i cinquanta singoli più passati del 2021. Contestualmente, la cantante ha confermato il coinvolgimento nel processo di realizzazione del nuovo album di artisti del calibro di Elisa Toffoli, già autrice di Vertigine, e Mahmood.
A settembre dello stesso anno è stata ospite al programma Da grande, in cui ha cantato Vertigine per la prima volta dal vivo e ha omaggiato Raffaella Carrà cantando Pedro, A far l'amore comincia tu, Tanti auguri e Tuca tuca. Il 5 ottobre 2021 ha condotto la prima puntata della nuova edizione de Le Iene insieme a Nicola Savino. Il 3 dicembre seguente pubblica insieme a Rkomi il singolo La coda del diavolo, che ha raggiunto la vetta della Top Singoli, segnando la prima numero uno in assoluto per la cantautrice.
Nel 2021 è stata inoltre scritturata per il ruolo di protagonista nel film Ti mangio il cuore, diretto da Pippo Mezzapesa. Dopo essere stata proiettata durante il festival Marateale nel luglio 2022, la pellicola viene presentata in concorso nella sezione orizzonti della 79ª Mostra internazionale d'arte cinematografica di Venezia il successivo 4 settembre e distribuita nelle sale cinematografiche italiane dal 22 dello stesso mese. Per la sua interpretazione della protagonista Marilena Camporeale, Elodie viene premiata con un Ciak d'oro e al Bari International Film Festival. Elodie ha inoltre eseguito il brano colonna sonora del film Proiettili (ti mangio il cuore) in collaborazione con Joan Thiele e scritto con Elisa, pubblicato il 16 settembre 2022. Il brano viene riconosciuto con il David di Donatello per la migliore canzone originale e riceve una candidatura al Nastro d'argento alla migliore canzone originale.
Nel febbraio 2022 è stato pubblicato l'album di Elisa Ritorno al futuro/Back to the Future, nel quale è presente il brano Luglio al quale ha collaborato anche Elodie, insieme a Giorgia e Roshelle. Il 9 marzo Elodie ha reso disponibile il secondo singolo tratto dal suo quarto album, ovvero Bagno a mezzanotte, scritto nuovamente da Elisa. Il 21 maggio seguente ha preso parte a Radio Italia Live - Il concerto in Piazza Duomo a Milano cantando i brani Guaranà, Vertigine e Bagno a mezzanotte, oltre ad affiancare Rkomi ne La coda del diavolo. Il 29 maggio seguente ha confermato l'uscita del singolo Tribale durante la partecipazione nel programma televisivo Che tempo che fa, che ha trasmesso in anteprima alcune immagini del video girato a Napoli; il singolo è stato pubblicato 10 giugno successivo, in concomitanza con l'uscita del relativo video. Il 26 giugno si è esibita nell'ambito dell'Elodie Live 2022, per poi prendere parte a vari festival musicali estivi.
Nel febbraio 2023 la cantante ha preso parte alla 73º Festival di Sanremo con il brano Due, classificatosi nono al termine della manifestazione, facente parte anch'esso della lista tracce del quarto album. Quest'ultimo, intitolato OK. Respira, è stato distribuito il 10 febbraio 2023 ed è stato anticipato anche dal singolo omonimo, diffuso il 9 dicembre 2022, e dal brano Purple in the Sky. Inoltre, il disco è stato promosso dalla docu-serie Sento ancora la vertigine, distribuita su Amazon Prime Video il 20 febbraio 2023, e da un concerto che ha avuto luogo al Mediolanum Forum di Assago il 12 maggio seguente, trasmesso in diretta su Amazon Prime Video (il preshow è stato condotto da Gianluca Gazzoli e Joan Thiele). Il 26 maggio successivo viene pubblicato un duetto con Marco Mengoni, Pazza musica, incluso nella versione streaming dell'album. Il successo dello show milanese la porta ad intraprendere una tournée nei palazzetti dello sport tra novembre e dicembre, l'Elodie Show 2023.
Il 22 settembre 2023 ha pubblicato il singolo A fari spenti, che ha anticipato l'uscita del mixtape Red Light e che ha presentato a XFactor nel corso del live del 3 novembre. Ha prestato la propria voce ai singoli Anche stasera di Sfera Ebbasta e Soli a Milano dei Club Dogo. Nello stesso anno la rivista Forbes Italia l'ha inserita tra le cento donne di successo in Italia. Il 1º ottobre ha sfilato ai piedi della Torre Eiffel per Le Défilé L'Oréal Paris Walk Your Worth. Il 10 novembre è andata in onda una trasmissione speciale del concerto evento al Forum di Assago su TV8, unita ad una serie di backstage narrati dalla cantautrice stessa.

### 2024-presente: Festival di Sanremo 2025 eMi ami mi odi

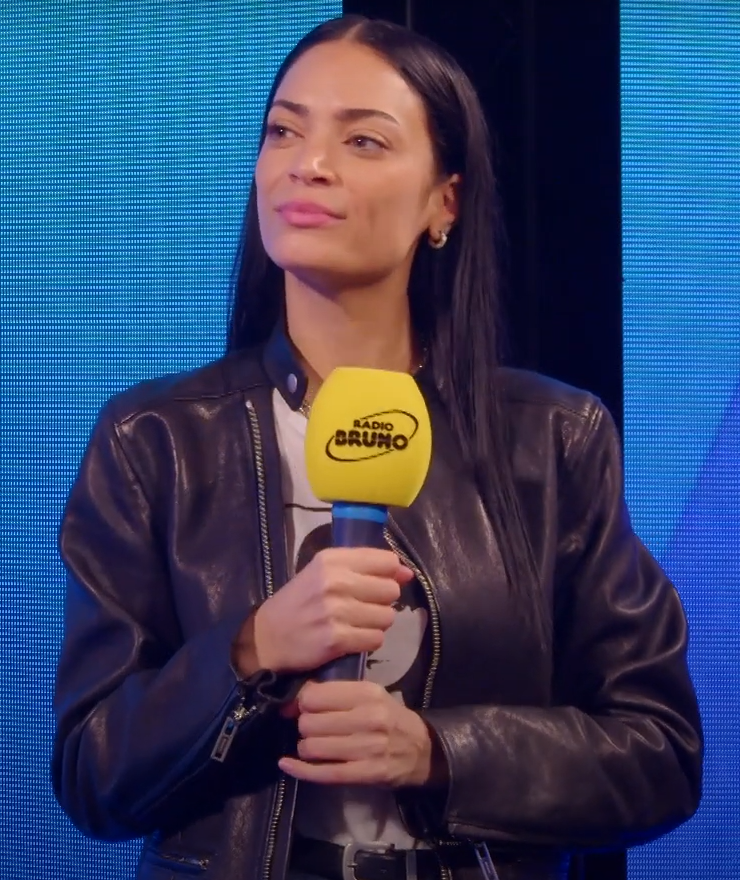
Elodie intervistata nel febbraio 2025

Il 29 marzo 2024 è stato commercializzato il duetto Nu dispietto di Gigi D'Alessio, secondo estratto del ventesimo album del cantautore napoletano Fra. In quest'ultimo Elodie è anche presente nella terza traccia Io vorrei 2024, pubblicato ad agosto come singolo, con la partecipazione vocale del rapper italiano Ernia. Il 31 maggio seguente Elodie ha pubblicato il singolo solista Black Nirvana. Ad agosto seguente ha posato per il calendario Pirelli, mentre settembre ha collaborato con Ornella Vanoni e Ditonellapiaga nel singolo Ti voglio ed ha vinto il premio artista dell'anno ai Billboard Italia Women in Music, presso il teatro Manzoni di Milano. Il 23 settembre ha nuovamente sfilato ai piedi della Torre Eiffel per Le Défilé L'Oréal Paris Walk Your Worth in occasione della Paris Fashion Week.
L'8 novembre 2024 è tornata con Feeling, un singolo in collaborazione con Tiziano Ferro. Scritta in collaborazione con Federica Abbate e Jacopo Èt, la canzone, che risente di forti influenze R&B, è stata composta poco più di un mese prima della sua data di uscita durante una cena tra i due a Los Angeles a casa del cantautore.
Nel febbraio 2025 ha partecipato per la quarta volta in gara al 75º Festival di Sanremo con il brano Dimenticarsi alle 7, classificatosi al dodicesimo posto al termine della manifestazione. Il brano ha poi raggiunto la settima posizione della classifica Top Singoli e in seguito è stato certificato disco d'oro. Il 14 febbraio, nella quarta serata dedicata alle cover, ha duettato con il cantante in gara Achille Lauro cantando i brani A mano a mano di Riccardo Cocciante e Folle città di Loredana Bertè, classificatosi all'ottavo posto.
L'8 marzo 2025 è stata tra le protagoniste di uno special talk, intitolato L'arte della ribellione, in onda su Sky Atlantic e Now. Il 12 marzo è stata nominata ambassador del brand di gioielli APM Monaco. Il 13 marzo è stato distribuito nelle sale il film Gioco pericoloso, in cui Elodie è tornata a recitare ricoprendo il ruolo principale della ballerina Giada Costanzi. Il 31 marzo è stata la co-conduttrice della prima puntata della quinta edizione del comedy show GialappaShow, in onda su TV8. Il 4 aprile è uscito il suo nuovo singolo Mi ami mi odi, che ha anticipato l'uscita del quinto album omonimo, pubblicato il successivo 2 maggio. Il 22 maggio è stato distribuito nelle sale il film Fuori, in cui ha ricoperto il ruolo di Barbara che gli ha fatto poi ottenere un Nastro d'argento come miglior attrice non protagonista. Il 27 giugno è uscito il singolo Yakuza, insieme a Sfera Ebbasta.
Per promuovere il progetto, Elodie ha intrapreso The Stadium Show, ovvero un tour comprensivo di due appuntamenti fissati allo Stadio San Siro di Milano e allo Stadio Diego Armando Maradona di Napoli nel giugno 2025. Ad esso, in autunno, farà seguito l'estensione del tour nei palazzetti della penisola.

## Vita privata
Dopo una breve frequentazione con il deejay Andrea Maggino, tra il 2016 e il 2018 ha avuto una relazione con il cantautore Lele Esposito. Nel 2019 ha intrapreso una relazione con il collega Marracash, che è terminata nel 2021. Dal 2022 è legata sentimentalmente al pilota motociclistico Andrea Iannone.

## Stile e influenze musicali

Firma di Elodie

Tra le sue influenze musicali, Elodie ha citato diversi artisti internazionali, tra cui Etta James, Kaytranada, Nina Simone, Carmen McRae, Rihanna, Miley Cyrus, e italiani, tra cui Raf, Giorgia e Lucio Battisti. In un'intervista per la Repubblica la cantante ha inquadrato come artista di riferimento Mina, definendola «una donna così libera e forte».
In un'intervista a Vanity Fair Italia Elodie, oltre a citare Raffaella Carrà, Anna Oxa e Rettore come tre artiste «potenti, sono talenti internazionali, non solo italiani», racconta la stima per la cantautrice Elisa, dichiarando: «Sono artisticamente innamorata di lei. Canta, scrive, suona, ha inciso un disco in inglese, è brava in TV, si reinventa sempre».

## Filantropia
Elodie è una sostenitrice dei diritti e delle rivendicazioni delle comunità LGBTQIA+, e nel giugno 2022 è stata madrina della parata del Pride di Roma. Nel mese di aprile del 2024 è stata nominata ambasciatrice ufficiale di Save the Children, mentre a maggio ha partecipato al concerto di iniziativa benefica Una. Nessuna. Centomila – in Arena per aiutare le donne vittime di violenza.

## Discografia
- 2016 – Un'altra vita
- 2017 – Tutta colpa mia
- 2020 – This Is Elodie
- 2023 – OK. Respira
- 2025 – Mi ami mi odi

## Tournée
- 2020 – This Is Summer - Elodie Live
- 2023 – Elodie Show 2023

## Filmografia

### Attrice

#### Cinema
- Non c'è campo, regia di Federico Moccia (2017)
- Ti mangio il cuore, regia di Pippo Mezzapesa (2022)
- Gioco pericoloso, regia di Lucio Pellegrini (2025)
- Fuori, regia di Mario Martone (2025)

#### Televisione
- Sento ancora la vertigine, regia di Nicola Sorcinelli – docuserie (2023)
- Call My Agent - Italia – serie TV, episodio 2x05 (2024)

#### Video musicali
- La risposta – Luchè, regia di Mauro Russo (2012)
- Beautiful disaster – Fedez e Mika, regia di Mauro Russo (2015)
- Monica – Myss Keta, regia di Motel Forlanini (2018)
- La mia hit – J-Ax feat. Max Pezzali, regia di Fabrizio Conte (2020)
- Crazy Love – Marracash, regia di Giulio Rosati (2021)

### Doppiatrice

#### Cinema
- Barb in Trolls World Tour (2020)
- Sarabi in Mufasa - Il re leone (2024)

## Programmi televisivi
- Amici di Maria De Filippi 15 (Canale 5, Real Time, 2015-2016) - concorrente
- Festival di Castrocaro (Rai 2, 2019) - giurata
- Festival di Sanremo (Rai 1, 2021) - co-conduttrice della 2ª serata
- Da grande (Rai 1, 2021) - presenza fissa
- Le Iene (Italia 1, 2021) - co-conduttrice della 1ª puntata
- Celebrity Hunted: Caccia all'uomo (Prime Video, 2021) - concorrente
- GialappaShow (TV8, 2025) - co-conduttrice della 1ª puntata

## Partecipazioni a manifestazioni canore
- Festival di Sanremo (Rai 1)
  - 2017 – 8º posto sezione "Campioni" con Tutta colpa mia
  - 2020 – 7º posto sezione "Campioni" con Andromeda
  - 2023 – 9º posto con Due
  - 2025 – 12º posto sezione "Campioni" con Dimenticarsi alle 7

## Riconoscimenti
- Amici di Maria De Filippi
  - 2016 – Premio della Critica giornalistica Vodafone[8]
  - 2016 – Premio RTL 102.5 con Un'altra vita[8]
- Bif&st
  - 2022 – Premio attrice rivelazione per Ti mangio il cuore[162]
- Billboard Italia Women in Music
  - 2024 – Performer of the Year[126]
- Ciak d'oro
  - 2022 – Rivelazione dell'anno per Ti mangio il cuore[163]
- David di Donatello
  - 2023 – Migliore canzone originale per Proiettili (ti mangio il cuore) (con Joan Thiele)
- Forbes Italia
  - 2020 – Inserimento tra gli under 30 italiani di maggiore impatto nel futuro nella categoria "Musica"[79]
  - 2023 – Inserimento tra le cento donne di successo in Italia[118]
- Nastro d'argento
  - 2023 – Candidatura alla Miglior canzone originale per Proiettili (ti mangio il cuore) (con Joan Thiele)[101]
  - 2025 – Miglior attrice non protagonista per Fuori[148]
- MTV Europe Music Awards
  - 2019 – Candidatura alla Miglior artista italiana
  - 2022 – Candidatura alla Miglior artista italiana
  - 2023 – Candidatura alla Miglior artista italiana
- Music Awards
  - 2017 – Premio disco d'oro Un'altra vita
  - 2022 – Premio singolo multiplatino per La coda del diavolo (con Rkomi)
  - 2022 – Premio singolo multiplatino per Bagno a mezzanotte
  - 2022 – Premio EarOne
  - 2023 – Premio disco d'oro per OK. Respira
  - 2023 – Premio singolo multiplatino per Due
  - 2023 – Premio speciale musica nel cinema
  - 2024 – Premio Live Oro per il tour Elodie Show 2023
- Summer Festival
  - 2016 – Premio di puntata - Canzone dell'estate con Amore avrai (2ª puntata)
- Women in Cinema Award
  - 2022 – Premio speciale per Ti mangio il cuore[164]